# ماركو اياناسكولي
ماركو اياناسكولي (بالإيطالية: Marco Iannascoli)‏ (6 نوفمبر 1994 ببسكارا في إيطاليا - ) هو لاعب كرة قدم إيطالي في مركز الوسط. لعب مع نادي بيسكارا وL'Aquila 1927 ‏ وSSD Ischia Calcio ‏ ونادي أبريليا راسينغ كلوب ‏.

## وصلات خارجية
- ماركو اياناسكولي على موقع قاعدة بيانات كرة القدم.إي يو (الإنجليزية)